# Paulo Díaz
Paulo César Díaz Huincales (Santa Cruz; 25 de agosto de 1994) es un futbolista chileno que juega como defensor en el Club Atlético River Plate de la Primera División de Argentina
Ha oficiado ocasionalmente como capitán en River. Es internacional absoluto con la Selección de fútbol de Chile desde 2015.
Es hijo del exfutbolista profesional Ítalo Díaz y hermano mayor de Nicolás Díaz, también futbolista profesional.

## Biografía
Nació en Santa Cruz el 25 de agosto de 1994. Realizó sus primeros estudios en Coquimbo, donde fue alumno del Colegio Francis School hasta el año 2003, continuándolos en la comuna de La Florida en distintos establecimientos educacionales.
El 18 de julio de 2024 Paulo Díaz obtuvo la nacionalidad argentina.

## Trayectoria

### Inicios
Sus primeros pasos en el fútbol los dio en las divisiones inferiores de Cobreloa, donde llegó en el año 2006. En aquel tiempo, se desempeñaba como delantero, llegando a ser goleador de su serie en el cuadro loino en tres oportunidades. Posteriormente, formó parte de las cadetes de Audax Italiano, club donde fue desechado por su baja estatura.

### Palestino (2013-2015)
En 2010 se integró a las divisiones inferiores de Palestino. En diciembre de 2012, se coronó campeón del Torneo de Clausura categoría sub-19, luego de vencer a Universidad de Chile en la final de vuelta por 2 a 0. Ya en el compromiso de ida, Paulo había anotado el único tanto árabe en la victoria de su equipo por 1-0, consiguiendo un resultado global de 3-0. Con esto, el equipo dirigido por Jaime Escobar logró el bicampeonato, tras haberse alzado con el título en el Torneo de Apertura del mismo año.
Recibió su primera convocatoria al plantel profesional con dieciocho años y seis meses, bajo la dirección técnica de Emiliano Astorga, para enfrentar a Santiago Wanderers el día 3 de marzo de 2013 por la fecha 6 del Torneo de Transición de aquel año, viendo desde el banco de suplentes el empate sin goles entre caturros y árabes en el Estadio Lucio Fariña de Quillota.
Debutó en Primera División el 12 de mayo de 2013, utilizando la camiseta número 2, en compromiso válido por la fecha 15 del Torneo de Transición, siendo titular los 90 minutos en la derrota 1 a 0 de su equipo en condición de visitante ante Cobreloa en el Estadio Regional Calvo y Bascuñán de Antofagasta, recibiendo tarjeta amarilla a los 23' de juego.
Anotó su primer gol oficial por el cuadro árabe el 24 de agosto de 2014 frente a Universidad Católica, en partido correspondiente al Torneo Apertura y en el que Palestino derrotó por 2-1 al conjunto "Cruzado".
Entre 2013 y 2015, disputó 67 partidos y anotó 7 goles, jugó la Copa Libertadores 2015 y fue pieza clave en la campaña 2014-15 de la escuadra tetracolor, bajo el mando del entrenador argentino Pablo Guede.

### Colo-Colo (2015)
El 26 de mayo de 2015 se confirma su llegada a Colo-Colo  en donde era considerado un jugador de mucha proyección por su corta edad. Paulo debutó de manera oficial casi cuatro meses después de su presentación, el 2 de septiembre de 2015 por los octavos de final ida de la Copa Chile 2015 ante Coquimbo Unido jugando los 90 minutos en el empate 1-1.
El 31 de octubre de 2015 se jugaba el clásico del fútbol chileno, y el "Bombero" ingreso al minuto 87 por Emiliano Vecchio, para defender el resultado, finalmente Colo-Colo venció por 2-0 en el Estadio Monumental y a la vez Díaz debutaba en el Apertura 2015. Debido a las constantes lesiones y a la falta de oportunidades en el primer equipo, no logró tener mayor continuidad en el Apertura 2015 donde se consagró campeón y jugó 4 partidos de la Copa Chile 2015. En los siete meses que estuvo en Colo-Colo, tras lo cual partiría al San Lorenzo en Argentina.

### San Lorenzo  (2016-2018)
En enero de 2016, ficha en San Lorenzo, por expreso pedido de Pablo Guede, quien fuera su técnico en su etapa en Palestino. Pese a estar inscrito, por un problema contractual entre sus anteriores clubes, Colo Colo y Palestino, no pudo jugar los primeros partidos del torneo argentino. Hizo su debut oficial en el conjunto del "Ciclón" el 15 de febrero ante Olimpo de Bahía Blanca en un buen partido, donde fue de menor a mayor. 
El 30 de octubre del mismo año, anota su primer gol oficial con la camiseta de San Lorenzo, en la agonía del partido que disputó su escuadra contra Newell's Old Boys, válido por 8° fecha del Torneo de Primera División 2016-17, a los 87' de juego, encuentro que terminó 2-2. Su segundo gol lo anotó 17 de noviembre, en un encuentro válido por los cuartos de final de la Copa Argentina 2015-16, donde San Lorenzo visitó a Gimnasia y Esgrima La Plata. En aquel compromiso, ingresó a los 46' de juego, anotando a los 61 minutos el 2-2 definitivo que forzó los lanzamientos penales, instancia en la cual su club cayó derrotado 4-2, quedando eliminado del torneo.
Desde su llegada a comienzos de 2016 al club, fueron pocas las oportunidades que tuvo de ser titular. Sin embargo, con el correr de los meses, poco a poco fue ganando la confianza del técnico uruguayo Diego Aguirre, quien vio en él una buena alternativa debido a su polifuncionalidad, utilizando a Paulo en distintos puestos de la zona defensiva, tanto de defensor central como lateral por ambas bandas. Así, el jugador se convirtió en uno de los inamovibles en la última línea del cuadro de Boedo, recibiendo buenas críticas y ganándose el cariño de la hinchada.
El 11 de marzo de 2017, y luego de tres meses en que el torneo argentino no se pudo disputar debido a problemas económicos y dirigenciales, su equipo volvió a la acción, enfrentando a Belgrano de Córdoba por la 15° fecha de la Primera División 2016-17. Díaz fue titular y gran figura, tras abrir el marcador a los 24 minutos con un potente cabezazo, luego de una asistencia de Bautista Merlini. Finalmente, el partido terminó en victoria 2-1 para San Lorenzo.

### Al-Ahli (2018-2019)
En el 15 de agosto de 2018, Paulo Díaz ficha por el Al-Ahli Saudi Football Club por pedido nuevamente de su extécnico en San Lorenzo y Palestino, Pablo Guede, pagando una cifra cercana a los 7 millones de dólares por 3 temporadas. Debido a este fichaje, Díaz fue perdiendo confianza con el técnico de la Selección Chilena, Reinaldo Rueda.
Díaz debutó el 25 de agosto ante el Al-Muharraq SC por el Campeonato de Clubes Árabes, triunfando por 2-0. Paulo jugó su último partido el 28 de diciembre ante el Al Wahda donde el Al-Ahli perdió por 2-1 y Díaz fue expulsado en el minuto 89.

### River Plate (2019-presente)
El 31 de julio de 2019, luego de largas negociaciones, se confirmó su llegada al Club Atlético River Plate por 4 millones y medio de dólares por el 70% de su pase. El jugador llegó como único refuerzo del club en el 2019.
Al momento, el club se encontraba próximo a disputar los cuartos de final de una nueva edición de esta competición internacional.
Debutó el 25 de agosto con derrota frente a Talleres por 1-0 en el Monumental de Nuñez.

## Selección nacional

### Inicios

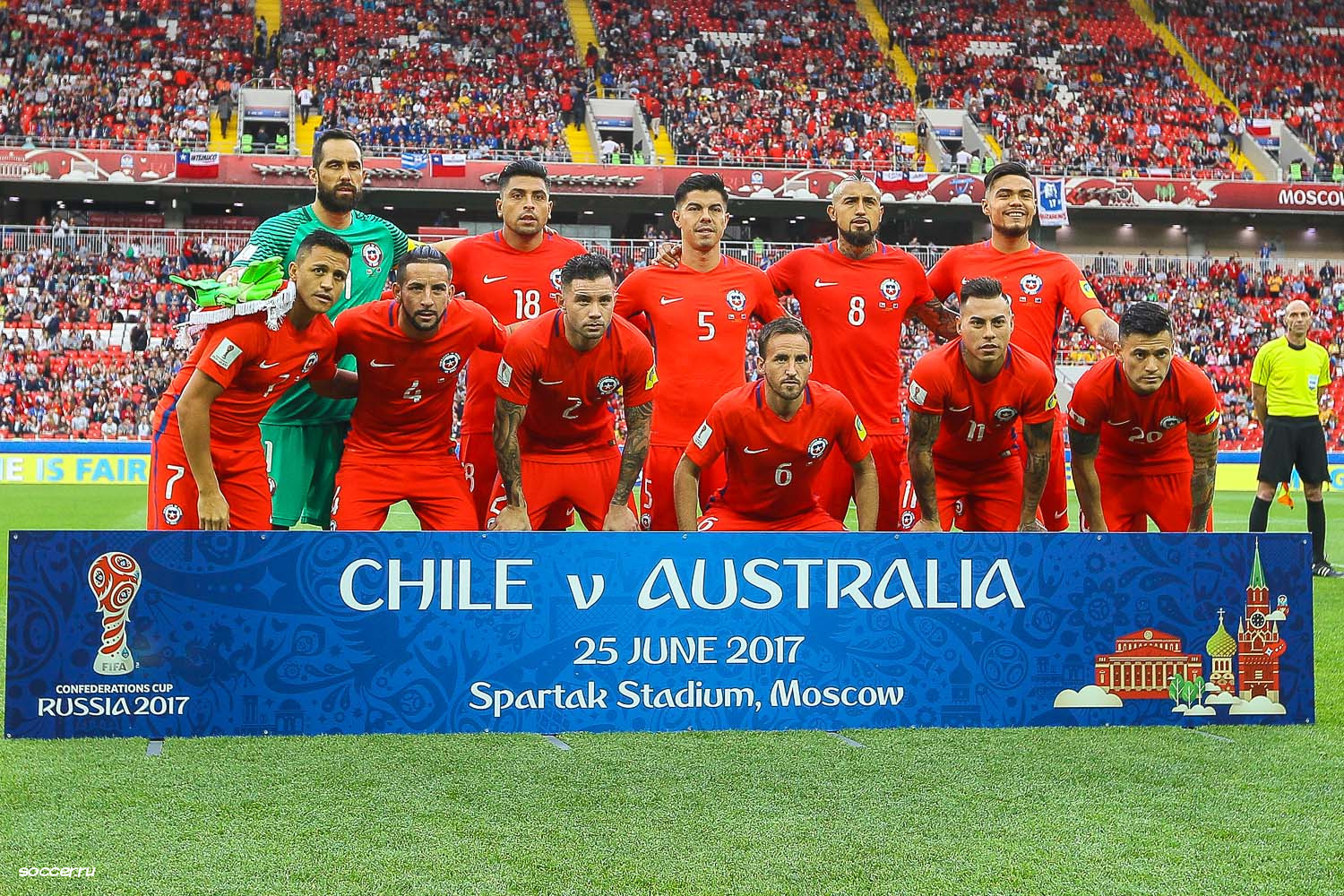
Paulo (quinto de arriba, izquierda a derecha) previo a un partido con la selección chilena

Su primera citación a la Selección Chilena Absoluta fue en enero de 2015 donde, al mando del argentino Jorge Sampaoli que contaría con el para un amistoso contra Estados Unidos, triunfo por 3-2 de La Roja y el Bombero ingresó al minuto 78 por Marco Medel, haciendo su debut en la selección adulta.
En diciembre de 2016, Juan Antonio Pizzi vuelve a contar con los servicios del defensa, esta vez para jugar por primera vez la China Cup 2017, torneo amistoso donde la selección había sido invitada. Paulo debutó como titular en la roja, haciendo dupla con Guillermo Maripán en el partido debut contra Croacia el 11 de enero de 2017, empate 1-1 y en penales Chile ganó por 4-1 con notable actuación de Christopher Toselli. Después el 15 de enero, Chile se coronaria Campeón de la China Cup 2017 tras vencer por a 1-0 a su similar de Islandia.
En aquella copa disputaría los 2 partidos de titular, sumando 180 minutos en el cuerpo y teniendo una buena labor.

### Copa FIFA Confederaciones 2017

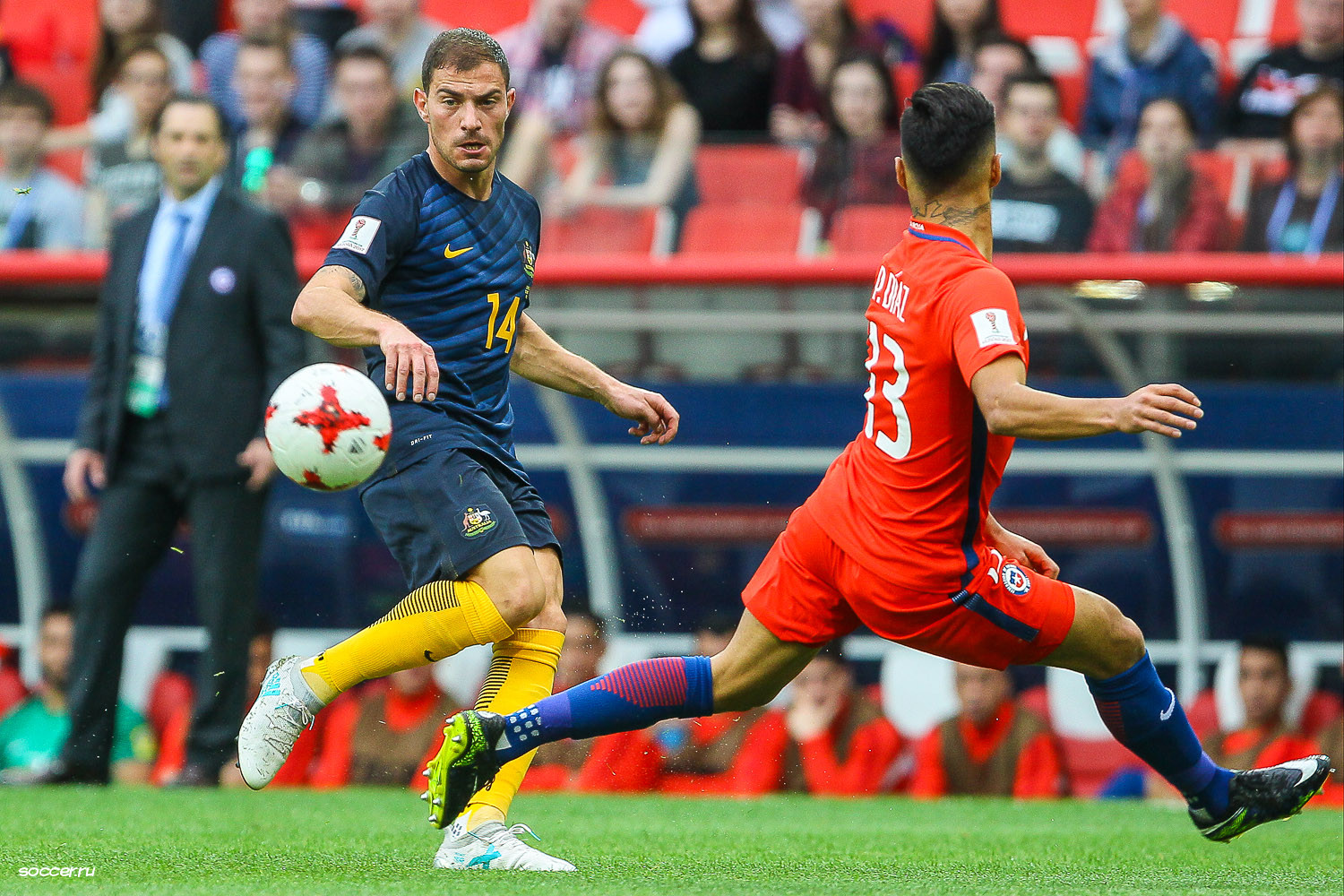
Paulo Díaz en el duelo contra por la última fecha del Grupo B de la Copa FIFA Confederaciones 2017.

En mayo de 2017, ya como una clara carta en la selección Díaz vuelve a ser nominado para disputar la Copa FIFA Confederaciones 2017 en Rusia. Díaz debutó en la copa el 22 de junio de 2017 en el empate 1-1 ante Alemania, ingresando al minuto 70' por Gary Medel, que salió lesionado. Después el 25 de junio, tras la lesión de Medel, Paulo tomo su puesto y lo hizo de gran forma, haciendo dupla con Gonzalo Jara en el fondo, los rojos igualaron 1-1 contra Australia, en un bajo partido de Chile, pero Paulo fue uno de los puntos altos.
Disputaría 2 encuentros la Copa FIFA Confederaciones 2017, sumando 110 minutos en cancha y formando parte del plantel que fue subcampeón en Europa.

### Clasificatorias Rusia 2018
Para el inicio de 2016, precisamente el 17 de marzo, el nuevo técnico de la selección Juan Antonio Pizzi, cuenta con él para incluirlo en la nómina de los jugadores que participarían en la doble fecha clasificatoria rumbo a la Copa Mundial de Rusia 2018, que enfrentaría a la escuadra Chilena con su similar Argentino y Venezolano, respectivamente. Díaz debutó en las Clasificatorias Rusia 2018, el 28 de marzo de 2017, por la Fecha 17 ante Venezuela, triunfo por 3-1 en el Monumental y Paulo ingresó al 88' por Mauricio Isla.
Después de la suspensión de Gonzalo Jara ante Paraguay, Paulo vuelve a tener otra oportunidad para jugar por Chile. El 5 de septiembre de 2017 precisamente, en la derrota por 1-0 sobre Bolivia y Chile complicaba su clasificación a Rusia 2018, a pesar del bajo Partido de la selección Paulo nuevamente mostró un gran nivel, marcando bien a Marcelo Moreno Martins. Jugó 2 partidos en las Clasificatorias Rusia 2018, estuvo 92 minutos en cancha y asoma como posible recambio en la Roja.

### Copa América 2019
Paulo Díaz fue convocado a la Copa América por Reinaldo Rueda tras su buen rendimiento en los partidos amistosos que jugó previamente. Chile debutó ante Japón, goleando 4 a 0 con dos goles de Eduardo Vargas y con solitarios de Alexis Sánchez y Erick Pulgar. Díaz no jugó. Paulo debutó ante Ecuador, entrando en el minuto 70 y jugando bien los minutos que jugó. Chile ganó por 2-1 y se clasificó a cuartos de final del torneo. 
En el tercer partido de la fase de grupos con Chile ya clasificado, Díaz ingresó de titular ante Uruguay en desmedro de Mauricio Isla, quien tuvo un bajo rendimiento los partidos anteriores. Díaz fue el mejor jugador de Chile junto al lateral izquierdo Óscar Opazo, este último reemplazó a Jean Beausejour quien tuvo un bajo rendimiento igual que Isla. Sin embargo, Chile perdió por 1-0 donde Uruguay anotó por medio de Edinson Cavani en el minuto 83, quedando segundos de grupo por debajo del mismo Uruguay con 6 puntos abajo de 7 puntos de los charrúas. En cuartos de final, Chile se enfrentó a Colombia, donde Opazo y Díaz no jugaron pese a su buen rendimiento. Sin embargo, Chile pasó a semifinales al empatar 0-0 y al haber ganado 5-4 en penaltis.

### Copa América 2024
Fue Nominado por Ricardo Gareca para Disputar la Copa América 2024

### Participaciones en Copas Confederaciones
| Torneo                    | Sede  | Resultado  | PJ | Goles |
| ------------------------- | ----- | ---------- | -- | ----- |
| Copa Confederaciones 2017 | Rusia | Subcampeón | 2  | 0     |

### Participaciones en Copa América
| Torneo            | Sede           | Resultado    | PJ | Goles |
| ----------------- | -------------- | ------------ | -- | ----- |
| Copa América 2019 | Brasil         | Cuarto lugar | 3  | 0     |
| Copa América 2024 | Estados Unidos | Primera fase | 2  | 0     |

### Participaciones en Clasificatorias a Copas del Mundo
| Eliminatorias                   | País                           | Resultado | Posición | Partidos | Goles |
| ------------------------------- | ------------------------------ | --------- | -------- | -------- | ----- |
| Eliminatorias Rusia 2018        | Rusia                          | Eliminado | 6°       | 2        | 0     |
| Eliminatorias Catar 2022        | Catar                          | Eliminado | 7°       | 11       | 0     |
| Eliminatorias Norteamérica 2026 | Canadá · Estados Unidos México | Eliminado | 10°      | 10       | 0     |

### Partidos internacionales
Actualizado hasta el 25 de marzo de 2025.
| 1     | 28 de enero de 2015      | Estadio El Teniente, Rancagua, Chile                                        | Chile         | 3-2       | Estados Unidos |     | Amistoso                          |
| 2     | 11 de enero de 2017      | Guangxi Sports Center, Nanning, China                                       | Chile         | 1-1 4-1p  | Croacia        |     | China Cup 2017                    |
| 3     | 15 de enero de 2017      | Guangxi Sports Center, Nanning, China                                       | Islandia      | 0-1       | Chile          |     | China Cup 2017                    |
| 4     | 28 de marzo de 2017      | Estadio Monumental, Santiago, Chile                                         | Chile         | 3-1       | Venezuela      |     | Clasificatorias a Rusia 2018      |
| 5     | 9 de junio de 2017       | VEB Arena, Moscú, Rusia                                                     | Rusia         | 1-1       | Chile          |     | Amistoso                          |
| 6     | 13 de junio de 2017      | Cluj Arena, Cluj, Rumanía                                                   | Rumania       | 3-2       | Chile          |     | Amistoso                          |
| 7     | 22 de junio de 2017      | Kazán Arena, Kazán, Rusia                                                   | Alemania      | 1-1       | Chile          |     | Copa Confederaciones 2017         |
| 8     | 25 de junio de 2017      | Otkrytie Arena, Moscú, Rusia                                                | Australia     | 1-1       | Chile          |     | Copa Confederaciones 2017         |
| 9     | 5 de septiembre de 2017  | Estadio Hernando Siles, La Paz, Bolivia                                     | Bolivia       | 1-0       | Chile          |     | Clasificatorias a Rusia 2018      |
| 10    | 24 de marzo de 2018      | Friends Arena, Estocolmo, Suecia                                            | Suecia        | 1-2       | Chile          |     | Amistoso                          |
| 11    | 27 de marzo de 2018      | Aalborg Portland Park, Aalborg, Dinamarca                                   | Dinamarca     | 0-0       | Chile          |     | Amistoso                          |
| 12    | 31 de mayo de 2018       | Sportzentrum Graz-Weinzödl, Graz, Austria                                   | Rumania       | 3-2       | Chile          |     | Amistoso                          |
| 13    | 4 de junio de 2018       | Stadion Graz-Liebenau, Graz, Austria                                        | Serbia        | 0-1       | Chile          |     | Amistoso                          |
| 14    | 8 de junio de 2018       | INEA Stadion, Poznań, Polonia                                               | Polonia       | 2-2       | Chile          |     | Amistoso                          |
| 15    | 11 de septiembre de 2018 | Suwon World Cup Stadium, Suwon, Corea del Sur                               | Corea del Sur | 0-0       | Chile          |     | Amistoso                          |
| 16    | 16 de octubre de 2018    | Estadio La Corregidora, Querétaro, México                                   | México        | 0-1       | Chile          |     | Amistoso                          |
| 17    | 6 de junio de 2019       | Estadio La Portada, La Serena, Chile                                        | Chile         | 2-1       | Haití          |     | Amistoso                          |
| 18    | 21 de junio de 2019      | Arena Fonte Nova, Salvador, Brasil                                          | Ecuador       | 1-2       | Chile          |     | Copa América 2019                 |
| 19    | 24 de junio de 2019      | Estadio Maracaná, Río de Janeiro, Brasil                                    | Chile         | 0-1       | Uruguay        |     | Copa América 2019                 |
| 20    | 6 de julio de 2019       | Arena Corinthians, São Paulo, Brasil                                        | Argentina     | 2-1       | Chile          |     | Copa América 2019                 |
| 21    | 5 de septiembre de 2019  | Los Angeles Memorial Sports Arena, California, Estados Unidos               | Chile         | 0-0       | Argentina      |     | Amistoso                          |
| 22    | 10 de septiembre de 2019 | Estadio Olímpico Metropolitano, San Pedro Sula, Honduras                    | Honduras      | 2-1       | Chile          |     | Amistoso                          |
| 23    | 12 de octubre de 2019    | Estadio José Rico Pérez, Alicante, España                                   | Colombia      | 0-0       | Chile          |     | Amistoso                          |
| 24    | 8 de octubre de 2020     | Estadio Centenario, Montevideo, Uruguay                                     | Uruguay       | 2-1       | Chile          |     | Clasificatorias Catar 2022        |
| 25    | 13 de octubre de 2020    | Estadio Nacional Julio Martínez Prádanos, Santiago, Chile                   | Chile         | 2-2       | Colombia       |     | Clasificatorias Catar 2022        |
| 26    | 13 de noviembre de 2020  | Estadio Nacional Julio Martínez Prádanos, Santiago, Chile                   | Chile         | 2-0       | Perú           |     | Clasificatorias Catar 2022        |
| 27    | 17 de noviembre de 2020  | Estadio Olímpico de la Universidad Central de Venezuela, Caracas, Venezuela | Venezuela     | 2-1       | Chile          |     | Clasificatorias Catar 2022        |
| 28    | 2 de septiembre de 2021  | Estadio Monumental, Santiago, Chile                                         | Chile         | 0-1       | Brasil         |     | Clasificatorias Catar 2022        |
| 29    | 5 de septiembre de 2021  | Estadio Rodrigo Paz Delgado, Quito, Ecuador                                 | Ecuador       | 0-0       | Chile          |     | Clasificatorias Catar 2022        |
| 30    | 9 de septiembre de 2021  | Estadio Metropolitano Roberto Meléndez, Barranquilla, Colombia              | Colombia      | 3-1       | Chile          |     | Clasificatorias Catar 2022        |
| 31    | 10 de octubre de 2021    | Estadio San Carlos de Apoquindo, Santiago, Chile                            | Chile         | 2-0       | Paraguay       |     | Clasificatorias Catar 2022        |
| 32    | 27 de enero de 2022      | Estadio Zorros del Desierto, Calama, Chile                                  | Chile         | 1-2       | Argentina      |     | Clasificatorias Catar 2022        |
| 33    | 1 de febrero de 2022     | Estadio Hernando Siles, La Paz, Bolivia                                     | Bolivia       | 2-3       | Chile          |     | Clasificatorias Catar 2022        |
| 34    | 24 de marzo de 2022      | Estadio de Maracaná, Río de Janeiro, Brasil                                 | Brasil        | 4-0       | Chile          |     | Clasificatorias Catar 2022        |
| 35    | 6 de junio de 2022       | Estadio Mundialista de Daejeon, Daejeon, Corea del Sur                      | Corea del Sur | 2-0       | Chile          |     | Amistoso                          |
| 36    | 10 de junio de 2022      | Estadio Noevir Kobe, Kōbe, Japón                                            | Chile         | 0-2       | Túnez          |     | Copa Kirin 2022                   |
| 37    | 14 de junio de 2022      | Estadio Panasonic, Suita, Japón                                             | Chile         | 0-0 1-3 p | Ghana          |     | Copa Kirin 2022                   |
| 38    | 23 de septiembre de 2022 | RCDE Stadium, Cornellá y El Prat, España                                    | Marruecos     | 2-0       | Chile          |     | Amistoso                          |
| 39    | 20 de noviembre de 2022  | Tehelné pole, Bratislava, Eslovaquia                                        | Eslovaquia    | 0-0       | Chile          |     | Amistoso                          |
| 40    | 27 de marzo de 2023      | Estadio Monumental, Santiago, Chile                                         | Chile         | 3-2       | Paraguay       | 25' | Amistoso                          |
| 41    | 12 de octubre de 2023    | Estadio Monumental, Santiago, Chile                                         | Chile         | 2-0       | Perú           |     | Clasificatorias Norteamérica 2026 |
| 42    | 17 de octubre de 2023    | Estadio Monumental de Maturín, Maturín, Venezuela                           | Venezuela     | 3-0       | Chile          |     | Clasificatorias Norteamérica 2026 |
| 43    | 16 de noviembre de 2023  | Estadio Monumental, Santiago, Chile                                         | Chile         | 0-0       | Paraguay       |     | Clasificatorias Norteamérica 2026 |
| 44    | 21 de noviembre de 2023  | Estadio Rodrigo Paz Delgado, Quito, Ecuador                                 | Ecuador       | 1-0       | Chile          |     | Clasificatorias Norteamérica 2026 |
| 45    | 22 de marzo de 2024      | Estadio Ennio Tardini, Parma, Italia                                        | Albania       | 0-3       | Chile          |     | Amistoso                          |
| 46    | 26 de marzo de 2024      | Stade Vélodrome, Marsella, Francia                                          | Francia       | 3-2       | Chile          |     | Amistoso                          |
| 47    | 21 de junio de 2024      | AT&T Stadium, Arlington, Estados Unidos                                     | Chile         | 0-0       | Perú           |     | Copa América 2024                 |
| 48    | 25 de junio de 2024      | MetLife Stadium, East Rutherford, Estados Unidos                            | Argentina     | 1-0       | Chile          |     | Copa América 2024                 |
| 49    | 5 de septiembre de 2024  | Estadio Monumental, Buenos Aires, Argentina                                 | Argentina     | 3-0       | Chile          |     | Clasificatorias Norteamérica 2024 |
| 50    | 10 de septiembre de 2024 | Estadio Nacional Julio Martínez Prádanos, Santiago, Chile                   | Chile         | 1-2       | Bolivia        |     | Clasificatorias Norteamérica 2024 |
| 51    | 15 de noviembre de 2024  | Estadio Monumental U, Lima, Perú                                            | Perú          | 0-0       | Chile          |     | Clasificatorias Norteamérica 2024 |
| 52    | 19 de noviembre de 2024  | Estadio Nacional Julio Martínez Prádanos, Santiago, Chile                   | Chile         | 4-2       | Venezuela      |     | Clasificatorias Norteamérica 2024 |
| 53    | 20 de marzo de 2025      | Estadio Defensores del Chaco, Asunción, Paraguay                            | Paraguay      | 1-0       | Chile          |     | Clasificatorias Norteamérica 2024 |
| 54    | 25 de marzo de 2025      | Estadio Nacional Julio Martínez Prádanos, Santiago, Chile                   | Chile         | 0-0       | Ecuador        |     | Clasificatorias Norteamérica 2024 |
| Total | Total                    | Total                                                                       | Presencias    | 54        | Goles          | 1   |                                   |

| Selección chilena | Selección chilena | Selección chilena |
| Año               | Partidos          | Goles             |
| ----------------- | ----------------- | ----------------- |
| 2015              | 1                 | 0                 |
| 2016              | 0                 | 0                 |
| 2017              | 8                 | 0                 |
| 2018              | 7                 | 0                 |
| 2019              | 7                 | 0                 |
| 2020              | 4                 | 0                 |
| 2021              | 4                 | 0                 |
| 2022              | 8                 | 0                 |
| 2023              | 5                 | 1                 |
| 2024              | 8                 | 0                 |
| 2025              | 2                 | 0                 |
| Total             | 54                | 1                 |

## Estadísticas

### Clubes
| Club                                   | Div.             | Temporada        | Liga  | Liga  | Liga   | Copas nacionales | Copas nacionales | Copas nacionales | Torneos internacionales | Torneos internacionales | Torneos internacionales | Total | Total | Total  | Media goleadora |
| Club                                   | Div.             | Temporada        | Part. | Goles | Asist. | Part.            | Goles            | Asist.           | Part.                   | Goles                   | Asist.                  | Part. | Goles | Asist. | Media goleadora |
| -------------------------------------- | ---------------- | ---------------- | ----- | ----- | ------ | ---------------- | ---------------- | ---------------- | ----------------------- | ----------------------- | ----------------------- | ----- | ----- | ------ | --------------- |
| C. D. Palestino · Chile                | 1.ª              | 2013             | 3     | 0     | 1      | —                | —                | —                | —                       | —                       | —                       | 3     | 0     | 1      | 0.00            |
| C. D. Palestino · Chile                | 1.ª              | 2013-14          | 16    | 0     | 0      | 3                | 0                | 0                | —                       | —                       | —                       | 19    | 0     | 0      | 0.00            |
| C. D. Palestino · Chile                | 1.ª              | 2014-15          | 28    | 6     | 1      | 10               | 1                | 0                | 7                       | 0                       | 0                       | 45    | 7     | 1      | 0.16            |
| C. D. Palestino · Chile                | Total club       | Total club       | 47    | 6     | 2      | 13               | 1                | 0                | 7                       | 0                       | 0                       | 67    | 7     | 2      | 0.1             |
| C. S y D. Colo-Colo · Chile            | 1.ª              | 2015-16          | 1     | 0     | 0      | 4                | 0                | 0                | —                       | —                       | —                       | 5     | 0     | 0      | 0.00            |
| C. S y D. Colo-Colo · Chile            | Total club       | Total club       | 1     | 0     | 0      | 4                | 0                | 0                | 0                       | 0                       | 0                       | 5     | 0     | 0      | 0.00            |
| C. A. San Lorenzo de Almagro Argentina | 1.ª              | 2016             | 7     | 0     | 0      | 2                | 0                | 0                | 2                       | 0                       | 0                       | 11    | 0     | 0      | 0.00            |
| C. A. San Lorenzo de Almagro Argentina | 1.ª              | 2016-17          | 19    | 3     | 1      | 2                | 1                | 0                | 9                       | 1                       | 0                       | 30    | 5     | 1      | 0.17            |
| C. A. San Lorenzo de Almagro Argentina | 1.ª              | 2017-18          | 21    | 2     | 3      | 1                | 0                | 0                | 4                       | 0                       | 0                       | 26    | 2     | 3      | 0.08            |
| C. A. San Lorenzo de Almagro Argentina | 1.ª              | 2018-19          | 0     | 0     | 0      | 1                | 1                | 0                | 1                       | 0                       | 0                       | 2     | 1     | 0      | 0.5             |
| C. A. San Lorenzo de Almagro Argentina | Total club       | Total club       | 47    | 5     | 4      | 6                | 2                | 0                | 16                      | 1                       | 0                       | 69    | 8     | 4      | 0.12            |
| Al-Ahli F. C. Arabia Saudita           | 1.ª              | 2018-19          | 24    | 0     | 2      | 1                | 0                | 0                | 10                      | 2                       | 0                       | 35    | 2     | 2      | 0.06            |
| Al-Ahli F. C. Arabia Saudita           | Total club       | Total club       | 24    | 0     | 2      | 1                | 0                | 0                | 10                      | 2                       | 0                       | 35    | 2     | 2      | 0.06            |
| C. A. River Plate Argentina            | 1.ª              | 2019-20          | 10    | 0     | 1      | 6                | 0                | 0                | 11                      | 2                       | 0                       | 27    | 2     | 1      | 0.07            |
| C. A. River Plate Argentina            | 1.ª              | 2021             | 15    | 1     | 0      | 18               | 0                | 1                | 7                       | 1                       | 0                       | 40    | 2     | 1      | 0.05            |
| C. A. River Plate Argentina            | 1.ª              | 2022             | 12    | 0     | 0      | 14               | 1                | 0                | 7                       | 0                       | 0                       | 33    | 1     | 0      | 0.03            |
| C. A. River Plate Argentina            | 1.ª              | 2023             | 15    | 1     | 0      | 15               | 1                | 0                | 7                       | 0                       | 0                       | 37    | 2     | 0      | 0.05            |
| C. A. River Plate Argentina            | 1.ª              | 2024             | 21    | 2     | 0      | 15               | 1                | 0                | 11                      | 1                       | 0                       | 47    | 4     | 0      | 0.09            |
| C. A. River Plate Argentina            | 1.ª              | 2025             | 14    | 1     | 1      | 2                | 0                | 0                | 6                       | 1                       | 0                       | 22    | 2     | 1      | 0.1             |
| Total club                             | Total club       | Total club       | 87    | 5     | 2      | 70               | 3                | 1                | 49                      | 5                       | 0                       | 206   | 13    | 3      | 0.07            |
| Total en carrera                       | Total en carrera | Total en carrera | 206   | 16    | 10     | 94               | 6                | 1                | 82                      | 8                       | 0                       | 382   | 30    | 11     | 0.08            |
| 1. 2. 3.                               |                  |                  |       |       |        |                  |                  |                  |                         |                         |                         |       |       |        |                 |

### Selección nacional
- Actualizado hasta el 5 de septiembre de 2024.

| Club          | Temporada | Amistosos | Amistosos | Copa América | Copa América | Copa Confederaciones | Copa Confederaciones | Eliminatorias | Eliminatorias | Mundial | Mundial | Total | Total |
| Club          | Temporada | Part.     | Goles     | Part.        | Goles        | Part.                | Goles                | Part.         | Goles         | Part.   | Goles   | Part. | Goles |
| ------------- | --------- | --------- | --------- | ------------ | ------------ | -------------------- | -------------------- | ------------- | ------------- | ------- | ------- | ----- | ----- |
| Chile · Chile | 2015      | 1         | 0         | —            | —            | —                    | —                    | —             | —             | —       | —       | 1     | 0     |
| Chile · Chile | 2017      | 4         | 0         | —            | —            | 2                    | 0                    | 2             | 0             | —       | —       | 8     | 0     |
| Chile · Chile | 2018      | 7         | 0         | —            | —            | —                    | —                    | —             | —             | —       | —       | 7     | 0     |
| Chile · Chile | 2019      | 4         | 0         | 3            | 0            | —                    | —                    | —             | —             | —       | —       | 7     | 0     |
| Chile · Chile | 2020      | 0         | 0         | —            | —            | —                    | —                    | 4             | 0             | —       | —       | 4     | 0     |
| Chile · Chile | 2021      | 0         | 0         | —            | —            | —                    | —                    | 4             | 0             | —       | —       | 4     | 0     |
| Chile · Chile | 2022      | 5         | 0         | —            | —            | —                    | —                    | 3             | 0             | —       | —       | 8     | 0     |
| Chile · Chile | 2023      | 1         | 1         | —            | —            | —                    | —                    | 4             | 0             | —       | —       | 5     | 1     |
| Chile · Chile | 2024      | 2         | 0         | 2            | 0            | —                    | —                    | 1             | 0             | —       | —       | 5     | 0     |
| Total         | Total     | 24        | 1         | 5            | 0            | 2                    | 0                    | 18            | 0             | 0       | 0       | 49    | 1     |

## Palmarés

### Campeonatos nacionales
| Título              | Club                | País      | Año     |
| ------------------- | ------------------- | --------- | ------- |
| Primera División    | C. S y D. Colo-Colo | Chile     | 2015-A  |
| Supercopa Argentina | C. A. San Lorenzo   | Argentina | 2015    |
| Copa Argentina      | C. A. River Plate   | Argentina | 2018-19 |
| Supercopa Argentina | C. A. River Plate   | Argentina | 2019    |
| Primera División    | C. A. River Plate   | Argentina | 2021    |
| Trofeo de Campeones | C. A. River Plate   | Argentina | 2021    |
| Primera División    | C. A. River Plate   | Argentina | 2023    |
| Trofeo de Campeones | C. A. River Plate   | Argentina | 2023    |
| Supercopa Argentina | C. A. River Plate   | Argentina | 2023    |